# Liste du patrimoine mobilier classé à Liège
La Liste du patrimoine mobilier classé à Liège est une liste composée des biens classés de la Communauté française exposés ou situés à Liège.

## Beaux-arts

### Peinture
| Nom du bien | Datation     | Lieu d'exposition actuel | Illustration | BALaT                   | Date de classement (parution au Moniteur belge) |
| --- | ------------ | --- | ------------ | ----------------------- | ----------------------------------------------- |
| La Vierge à l'Enfant avec donatrice et Marie Madeleine du Maître de la vue de Sainte-Gudule | XVe siècle   | Grand Curtius |              | 4                       | 26/03/2010 (28/09/2010)                         |
| Ensemble des 9 peintures dit de « la vente de Lucerne de 1939 » : 1. La maison bleue, Marc Chagall, 1920 Provient de la Kunsthalle de Mannheim (Allemagne) 2. La Mort et les Masques, James Ensor, 1897 Provient de la Kunsthalle de Mannheim (Allemagne) 3. Le sorcier d'Hiva-Oa ou Le Marquisien à la cape rouge, Paul Gauguin, 1902 Provient de la Städtische Galerie de Francfort (Allemagne) 4. Monte-Carlo, Oskar Kokoschka, 1925 Provient de la Städtische Galerie de Francfort (Allemagne) 5. Portrait de jeune fille, Marie Laurencin, 1924 Provient de la Städtisches Museum d'Ulm (Allemagne) 6. Le cavalier sur la plage, Max Liebermann, 1904 Provient de la Neue Staatgalerie de Munich (Allemagne) 7. Les chevaux bleus ou Chevaux au pâturage, Franz Marc, 1910 Provient de la Kunsthalle de Hambourg (Allemagne) 8. Le déjeuner, Jules Pascin, 1923 Provient de la Kunsthalle de Brême (Allemagne) 9. La famille Soler, Pablo Picasso, 1903 Provient de la Wallraf-Richartz Museum de Cologne (Allemagne) |              | La Boverie |              | 7 8 9 10 11 12 13 14 15 | 23/11/2010 (08/02/2011)                         |
| Promenade du dimanche au Bois de Boulogne de Henri Evenepoel | 1899         | La Boverie |              | 22                      | 15/09/2011 (24/10/2011)                         |
| Invention de la Sainte Croix de Bertholet Flémal | 1674         | Collégiale Sainte-Croix (En dépôt à la Cathédrale Saint-Paul de Liège en attendant la restauration de la collégiale Saint-Croix) |              | 23                      | 17/11/2011 (10/02/2012)                         |
| Vision de saint Hermann-Joseph de Steinfeld, prémontré (hors encadrement), Jean-Guillaume Carlier | c. 1670-1675 | La Boverie |              | 24                      | 01/09/2011 (24/10/2011)                         |
| La forêt (hors encadrement), René Magritte | 1927         | La Boverie |              | 25                      | 26/03/2012 (27/06/2012)                         |
| Bonaparte, Premier consul (hors encadrement), Jean Auguste Dominique Ingres | 1804         | La Boverie |              | 26                      | 14/05/2012 (11/07/2012)                         |
| Le Bassin du Commerce (hors encadrement), Claude Monet | c. 1874      | La Boverie |              | 27                      | 08/10/2012 (28/11/2012)                         |
| L'Homme de la rue (hors encadrement), Paul Delvaux | 1940         | La Boverie |              | 28                      | 08/10/2012 (28/11/2012)                         |
| Orphée aux enfers (hors encadrement), Gérard de Lairesse | 1662         | La Boverie |              | 31                      | 14/02/2014 (12/05/2014)                         |
| Ensemble de deux portraits (hors encadrement), Gérard Douffet | c. 1625-1630 | La Boverie |              | 3536                    | 14/02/2014 (12/05/2014)                         |
| Femme au corset rouge (hors encadrement), Adrien de Witte | 1880         | La Boverie |              | 37                      | 14/03/2014 (08/05/2014)                         |
| Sainte Catherine d'Alexandrie réconfortant les philosophes martyrisés, Théodore-Edmond Plumier | 1726         | Église Sainte-Catherine |              | 39                      | 18/07/2019                                      |
| Le terril (hors encadrement), Cécile Douard | 1898         | La Boverie |              | 40                      | 04/02/2020                                      |
| Diptyque dit Palude | Après 1488   | Grand Curtius |              | 41                      | 04/02/2020                                      |

### Sculpture
| Nom du bien                                                    | Auteur(s)                   | Datation                                      | Lieu d'exposition actuel                     | Illustration | BALaT   | Lien officiel | Date de classement (parution au Moniteur belge) | Protection |
| -------------------------------------------------------------- | --------------------------- | --------------------------------------------- | -------------------------------------------- | ------------ | ------- | ------------- | ----------------------------------------------- | ---------- |
| Le gisant                                                      | Jean Del Cour               | 1696                                          | Cathédrale Saint-Paul                        |              | 1       |               | 26/03/2010 (28/09/2010)                         | Trésor     |
| Fonts baptismaux dit de Notre Dame                             |                             | Installés entre 1107 et 1118                  | Collégiale Saint-Barthélemy                  |              | 3       |               | 01/09/2011 (24/10/2011)                         | Trésor     |
| Vierge dite de Dom Rupert                                      |                             | 1149-1158                                     | Grand Curtius                                |              | 6       |               | 01/09/2011 (24/10/2011)                         | Trésor     |
| Tympan de la Prophétie d'Apollon                               |                             | Dernier quart du XIIe siècle                  | Grand Curtius                                |              | 7       |               | 15/09/2011 (06/12/2011)                         | Trésor     |
| Vierge de Berselius y compris son socle                        |                             | 1529-1535                                     | Grand Curtius                                |              | 8       |               | 15/09/2011 (24/10/2011)                         | Trésor     |
| Ivoire des trois Résurrections                                 |                             | 1025-1060                                     | Trésor de la cathédrale Saint-Paul           |              | 12      |               | 14/05/2012 (11/07/2012)                         | Trésor     |
| Sedes Sapientiae de l'Église Saint-Jean l'Évangéliste de Liège |                             | c. 1230                                       | Collégiale Saint-Jean                        |              | 13      |               | 08/10/2012 (28/11/2012)                         | Trésor     |
| Christ de Rausa                                                |                             | c. 1230-1240                                  | Grand Curtius                                |              | 14      |               | 08/10/2012 (28/11/2012)                         | Trésor     |
| 6 fragments d'un retable de la Passion                         |                             | c. 1340                                       | Grand Curtius – Collection privée            |              | 2021 22 |               | 12/07/2013 (23/10/2013)                         | Trésor     |
| Christ d'Oreye                                                 |                             | c. 1260                                       | Grand Curtius                                |              | 23      |               | 21/02/2014 (12/05/2014)                         | Trésor     |
| Ivoire d'Amay                                                  |                             | c. 850-1050                                   | Grand Curtius                                |              | 25      |               | 21/02/2014 (12/05/2014)                         | Trésor     |
| Buste de Grétry                                                | Henri-Joseph Rutxhiel       | 1804-1805                                     | La Boverie                                   |              | 39      |               | 01/03/2016 (03/10/2016)                         | Trésor     |
| Saint Luc et saint Marc                                        |                             | c. 1320-1330                                  | Grand Curtius                                |              | 4041    |               | 21/03/2016 (18/10/2016)                         | Trésor     |
| Prométhée enchaîné                                             | Guillaume Évrard            | Avant 1784                                    | Grand Curtius                                |              | 43      |               | 02/04/2019 (11/06/2019)                         | Trésor     |
| Vierge d'Évegnée                                               |                             | c. 1050-1070                                  | Grand Curtius                                |              | 44      |               | 02/04/2019 (11/06/2019)                         | Trésor     |
| Vierge à l'Enfant                                              | Groupe du Maître d'Elsloo   | 1525                                          | Église Saint-Jacques-le-Mineur de Liège      |              | 48      | 48            | 19/06/2023 ()                                   | Trésor     |
| Lucifer ou Le Génie du Mal                                     | Guillaume Geefs (1805-1883) | Installation à la cathédrale de Liège en 1848 | Cathédrale Saint-Paul de Liège               |              | 246     | 246           | 18/03/2025 ()                                   | Trésor     |
| Vierge et saint Jean au Calvaire                               |                             | Première moitié du XIIe siècle                | Collégiale Saint-Jean l'Évangéliste de Liège |              | 247     | 247           | 18/03/2025 ()                                   | Trésor     |

### Autres techniques picturales
| Nom du bien                                                     | Année de fabrication  | Lieu d'exposition actuel                   | Illustration | BALaT | Date de classement (parution au Moniteur belge) |
| --------------------------------------------------------------- | --------------------- | ------------------------------------------ | ------------ | ----- | ----------------------------------------------- |
| Femme au bonnet de Vincent van Gogh                             | Janvier 1883          | Cabinet des estampes et des dessins        |              |       | 26/03/2010 (28/09/2010)                         |
| Fonds du paysagiste liégeois Gilles-François Closson            | Milieu du XIXe siècle | Cabinet des Estampes et des Dessins        |              | 2     | 26/03/2010 (28/09/2010)                         |
| Album d'Arenberg, Lambert Lombard                               | XVIe siècle           | Cabinet des Estampes et des Dessins        |              | 3     | 23/11/2010 (08/02/2011)                         |
| Album dit de Clérembault, Lambert Lombard                       | XVIe siècle           | Cabinet des estampes et des dessins        |              | 4     | 23/11/2010 (08/02/2011)                         |
| Dessin du retable de saint Remacle de Stavelot (voir Manuscrit) | 1666                  | Archives de l'État à Liège                 |              | 6     | 01/03/2016 (03/10/2016)                         |
| Fonds de bandes dessinées du Musée des Beaux-Arts de Liège      | De 1945 à 1970        | Musée des Beaux-Arts de Liège (La Boverie) |              |       | 10/12/2018                                      |

### Orfèvrerie
| Nom du bien | Année de fabrication                                               | Lieu d'exposition actuel           | Illustration | BALaT | Date de classement (parution au Moniteur belge) |
| --- | ------------------------------------------------------------------ | ---------------------------------- | ------------ | ----- | ----------------------------------------------- |
| Reliquaire de Charles le Téméraire dans sa totalité y compris son coussin original, Gérard Loyet                 | c. 1467-1471                                                       | Trésor de la cathédrale Saint-Paul |              | 14    | 26/03/2010 (28/09/2010)                         |
| Buste-reliquaire de saint Lambert dans sa totalité y compris la crosse et la poignée d'épis, Hans von Reutlingen | c. 1508                                                            | Trésor de la cathédrale Saint-Paul |              | 15    | 26/03/2010 (28/09/2010)                         |
| La Vierge des Avocats                                                                                            | 1666                                                               | Trésor de la cathédrale Saint-Paul |              | 16    | 23/11/2010 (08/02/2011)                         |
| Coupe Oranus dans son ensemble                                                                                   | 1564 (datation non certaine)                                       | Grand Curtius                      |              | 17    | 23/11/2010 (08/02/2011)                         |
| Tableau-reliquaire de la Vraie Croix                                                                             | c. 1410-1420 – 10 juillet 1483 au plus tard                        | Trésor de la cathédrale Saint-Paul |              | 29    | 14/05/2012 (11/07/2012)                         |
| Clé-reliquaire de Saint-Hubert                                                                                   | c. XIIe-XIIIe siècle                                               | Collégiale Sainte-Croix            |              | 31    | 16/06/2012 (07/09/2012)                         |
| Les plats de reliure et l'Évangéliaire dit de Notger (voir Manuscrits)                                           | manuscrit : vers 860 ivoire : fin Xe siècle émaux : vers 1160-1170 | Grand Curtius                      |              | 43    | 01/03/2013 (18/04/2013)                         |
| Triptyque-reliquaire de la Sainte-Croix                                                                          | c. 1160-1170                                                       | Grand Curtius                      |              | 44    | 06/05/2013 (10/06/2013)                         |

### Retable
| Nom du bien                                                 | Année de fabrication | Lieu d'exposition actuel | Illustration | BALaT | Date de classement (parution au Moniteur belge) |
| ----------------------------------------------------------- | -------------------- | ------------------------ | ------------ | ----- | ----------------------------------------------- |
| Retable de la Passion du Christ et de la Vie de saint Denis | c. 1530              | Eglise Saint-Denis       |              | 5     | 23/04/2021                                      |

### Textiles
| Nom du bien                                      | Année de fabrication                                                   | Lieu d'exposition actuel           | Illustration | BALaT | Date de classement (parution au Moniteur belge) |
| ------------------------------------------------ | ---------------------------------------------------------------------- | ---------------------------------- | ------------ | ----- | ----------------------------------------------- |
| Chasuble et l'étole de David de Bourgogne        | 3e quart du XVe siècle                                                 | Trésor de la cathédrale Saint-Paul |              | 1     | 01/09/2011 (24/10/2011)                         |
| Premier suaire et second suaire de saint Lambert | 701-800 pour le premier; 950-1030 (datation carbone 14) pour le second | Trésor de la cathédrale Saint-Paul |              | 44bis | 23/04/2021 (09/07/2021)                         |

### Verre
| Nom du bien                             | Année de fabrication                      | Lieu d'exposition actuel | Illustration | BALaT | Date de classement (parution au Moniteur belge) |
| --------------------------------------- | ----------------------------------------- | ------------------------ | ------------ | ----- | ----------------------------------------------- |
| Vase « Crépuscule » de Philippe Wolfers | c. 1900                                   | Grand Curtius            |              | 1     | 01/09/2011 (24/10/2011)                         |
| Aiguière catalagne                      | 2e moitié du XVIe - début du XVIIe siècle | Grand Curtius            |              | 2     | 01/09/2011 (24/10/2011)                         |
| Vase des neuf Provinces de Léon Ledru   | 1894                                      | Grand Curtius            |              |       | 09/06/2017 (17/10/2017)                         |

### Mobilier
| Nom du bien                                            | Année de fabrication | Lieu d'exposition actuel | Illustration | BALaT | Lien officiel | Date de classement (parution au Moniteur belge) |
| ------------------------------------------------------ | -------------------- | ------------------------ | ------------ | ----- | ------------- | ----------------------------------------------- |
| Piano de la Chapelle-en-Serval, Gustave Serrurier-Bovy | c. 1901-1902         | Grand Curtius            |              |       | 2             | 01/03/2013 (18/04/2013)                         |
| Table-bureau dite « à la Tronchin », David Roentgen    | vers 1780-1790       | Musée d'Ansembourg       |              | 4     | 4             | 12/01/2017 (27/06/2017)                         |

## Archéologie
| Nom du bien | Datation                                         | Lieu de découverte                           | Lieu d'exposition actuel | Illustration | BALaT          | Date de classement (parution au Moniteur belge) |
| --- | ------------------------------------------------ | -------------------------------------------- | ------------------------ | ------------ | -------------- | ----------------------------------------------- |
| Bronzes d'Angleur formant un ensemble de vingt pièces constitutives du décor d'un autel et d'une fontaine dédiés à Mithra | Fin du IIe siècle/première moitié du IIIe siècle | Angleur (découverts en 1882)                 | Musée Grand Curtius      |              | 4              | 08/02/2011 (09/03/2011)                         |
| Crâne d'enfant néandertalien d'Engis II comprenant 10 éléments                                                            | Paléolithique moyen, Moustérien                  | Les Awirs (Flémalle)                         | Université de Liège      |              |                | 14/05/2012 (11/07/2012)                         |
| Bassin de purification avec inscription dédicatoire trouvé à Jupille                                                      | Seconde moitié du IIe siècle                     | Jupille                                      | Musée Grand Curtius      |              |                | 08/03/2017 (27/06/2017)                         |
| Cinq claveaux ornés et deux pierres dédicatoires de Glons                                                                 | Milieu du VIIe siècle                            | Fondations de l'église Saint-Victor de Glons | Grand Curtius            |              | 1616 bis16 ter | 02/04/2019                                      |

## Sciences-Techniques-Industries
| Nom du bien | Année de fabrication         | Lieu d'exposition actuel                                               | Illustration | BALaT                                             | Date de classement (parution au Moniteur belge) |
| --- | ---------------------------- | ---------------------------------------------------------------------- | ------------ | ------------------------------------------------- | ----------------------------------------------- |
| Tabulatrice d'Hollerith, The Western Electric Co. (constructeur proprement dit) | 1889-1890                    | Maison de la métallurgie et de l'industrie                             |              | 1                                                 | 12/02/2010 (27/04/2010)                         |
| Dynamo prototype tétrapolaire de Zénobe Gramme, Zénobe Gramme | c. 1872                      | Maison de la métallurgie et de l'industrie                             |              |                                                   | 12/02/2010 (27/04/2010)                         |
| Machine à vapeur dite « de Leruitte », Clément Leruitte | 1857 (datation non certaine) | Maison de la métallurgie et de l'industrie                             |              |                                                   | 26/03/2010 (28/09/2010)                         |
| Ensemble de 11 instruments scientifiques de la collection Max Elskamp : 1. Astrolabe stéréographique septentrional et astrolabe de Rojas, Lambert Damery (pour la gravure), vers 1610 2. Astrolabe stéréographique septentrional et astrolabe de Rojas, Ignazio Danti , 3e quart du XVIe siècle 3. Astrolabe stéréographique septentrional, Ibrâhîm Al-Mufti, 1707 4. Cadran horizontal universel, Nicolaus Rugendas ou Nicolaus Rugendas le Jeune, XVIIe siècle ou 1re moitié du XVIIIe siècle 5. Cadran diptyque universel (dit « de Nuremberg »), Paulus Reinman (probablement), 2e moitié du XVIe siècle ou début XVIIe siècle 6. Cadran triptyque universel (dit « de Nuremberg »), Hans Tucher (probablement), 2e moitié du XVIe siècle ou 1er quart du XVIIe siècle 7. Nocturlabe, inconnu, 1584 8. Cadran équinoxial universel (dit « d'Augsbourg »), Johann Willebrand Augspurg (signature), 1er quart du XVIIIe siècle 9. Cadran équinoxial (dit « d'Augsbourg »), Johann Willebrand Augspurg (signature), 1er quart du XVIIIe siècle 10. Astrolabe stéréographique septentrional, Inconnu, fin XIIe siècle (?) 11. Nécessaire astronomique, Christofferus Schisler ,1555 |                              | Musée de la vie wallonne                                               |              | - 1 - 2 - 3 - 5 - 6 - 8 - 9 - 10 (incertain) - 11 | 15/09/2011 (24/10/2011)                         |
| 2 albums photographiques dits « de Saint-Paul de Sincay » | c. 1846-1890                 | Maison de la métallurgie et de l'industrie                             |              | 15                                                | 26/03/2012 (27/06/2012)                         |
| Fusil de chasse de grand luxe pour cartouche à broche, attribué à Pierre-Joseph Lemille | 1865                         | Grand Curtius                                                          |              | 6                                                 | 08/10/2012 (28/11/2012)                         |
| Pendule astronomique à 6 cadrans de Sarton, Dieudonné Hubert Sarton | c. 1794-1795                 | Grand Curtius                                                          |              | 8                                                 | 02/12/2013 (18/03/2014)                         |
| Balance musculaire de Theodor Schwann | 1835                         | Université de Liège (Centre d'histoire des Sciences et des Techniques) |              |                                                   | 23/04/2019 (24/12/2019)                         |
| 3e album photographique dit « de Saint-Paul de Sincay » | 1846 et 1890                 | Université de Liège (Centre d'histoire des sciences et des techniques) |              |                                                   | 27/02/2020                                      |

## Sciences naturelles
| Nom du bien | Auteur(s) | Année de fabrication                                                   | Lieu de conservation                     | Illustration | BALaT | Lien officiel | Date de classement (parution au Moniteur belge) | Protection |
| --- | --- | ---------------------------------------------------------------------- | ---------------------------------------- | ------------ | ----- | ------------- | ----------------------------------------------- | ---------- |
| Collection Blaschka - ensemble de 49 modèles en verre d'animaux invertébrés marins                                               | Léopold (1822-1895) et Rudolf Blaschka (1857-1939), père et fils                                                                        | 24 septembre 1886 (date de commande) - 26 mai 1887 (date de livraison) | Aquarium-Muséum de l'université de Liège |              | 160   | 160           | 07/06/2017 (17/10/2017)                         | Trésor     |
| Collection de modèles en cire d'animaux - ensemble de 167 modèles en cire d'animaux et de développements embryonnaires d'animaux | Adolf et Friedrich Ziegler (père et fils) et probablement Rudolf Weisker et Paul Loth (conception), Edouard Van Beneden (commanditaire) | 1889 et 1904                                                           | Aquarium-Muséum de l'université de Liège |              |       | 192           | 20/12/2019 (14/02/2020)                         | Trésor     |

## Manuscrit
| Nom du bien                                                            | Année de fabrication                                               | Lieu d'exposition actuel                        | Illustration | BALaT | Date de classement (parution au Moniteur belge) |
| ---------------------------------------------------------------------- | ------------------------------------------------------------------ | ----------------------------------------------- | ------------ | ----- | ----------------------------------------------- |
| Psautier de Lambert le Bègue                                           | c. 1255 et les années 1280                                         | Bibliothèque précieuse de l'Université de Liège |              | 2     | 30/04/2012 (11/07/2012)                         |
| Évangéliaire d'Averbode                                                | c. 1136-1180                                                       | Bibliothèque précieuse de l'Université de Liège |              | 3     | 30/04/2012 (11/07/2012)                         |
| Les plats de reliure et l'Évangéliaire dit de Notger (voir Orfèvrerie) | Manuscrit : vers 860 Ivoire : fin Xe siècle Émaux : vers 1160-1170 | Grand Curtius                                   |              | 6     | 01/03/2013 (18/04/2013)                         |
| La bible en trois volumes du Val-des-Ecoliers de Léau                  | 1248                                                               | Grand Séminaire de Liège                        |              | 9     | 19/10/2017 (14/12/2017)                         |
| Feuillet Wittert                                                       | 1150 et 1170                                                       | Bibliothèque de l'université de Liège           |              | 3 11  | 19/09/2018                                      |

## Ethnologie
| Nom du bien                                                | Année de fabrication | Lieu d'exposition actuel | Illustration | BALaT | Date de classement (parution au Moniteur belge) |
| ---------------------------------------------------------- | -------------------- | ------------------------ | ------------ | ----- | ----------------------------------------------- |
| Projet de drapeau wallon au Coq de Paulus de Pierre Paulus | 1912                 | Musée de la vie wallonne |              |       | 30/08/2012 (18/10/2012)                         |

## Histoire
| Nom du bien                                                     | Année de fabrication | Lieu d'exposition actuel | Illustration | BALaT | Date de classement (parution au Moniteur belge) |
| --------------------------------------------------------------- | -------------------- | ------------------------ | ------------ | ----- | ----------------------------------------------- |
| Ensemble patrimonial des honneurs à P.P. Rubens par Charles Ier | Vers 1630            | Grand Curtius            |              |       | 28/04/2016 (18/10/2016)                         |

## Transport
| Nom du bien                                                     | Année de fabrication | Lieu d'exposition actuel                                     | Illustration | BALaT | Lien officiel | Date de classement (parution au Moniteur belge) | Protection |
| --------------------------------------------------------------- | -------------------- | ------------------------------------------------------------ | ------------ | ----- | ------------- | ----------------------------------------------- | ---------- |
| Moto Gillet monocylindrique 350cc avec side-car de Robert Fabry | 1926                 | Musée de la Vie wallonne (actuellement en dépôt à Autoworld) |              |       | 3             | 20/07/2022 (01/02/2023)                         | Trésor     |

## Classements prochains éventuels
Les biens suivants ne sont pas officiellement classés mais pourraient l'être prochainement pour les raisons indiquées dans la catégorie « Remarque ».
| Nom du bien                               | Lieu d'exposition actuel        | Ville | Illustration | BALaT | Remarque                                                                                   |
| ----------------------------------------- | ------------------------------- | ----- | ------------ | ----- | ------------------------------------------------------------------------------------------ |
| Collection de spécimens éteints récemment | Muséum de l'université de Liège | Liège |              |       | Le bilan 2019 du CCPCM le mentionne comme "bien en instruction ou en cours de classement". |